# Tytysaari
Tytysaari är en ö i Finland.   Den ligger i kommunen Lojo i den ekonomiska regionen  Helsingfors  och landskapet Nyland, i den södra delen av landet, 70 km nordväst om huvudstaden Helsingfors.